# 工作細胞
《工作細胞》是清水茜所著的日本漫畫作品，主要講述經擬人化後人體內各種細胞於人體內的日常工作，例如負責物流作業（運送氧氣及二氧化碳）的紅血球和日常警備工作（清除惡菌）的白血球。
本作的前身是清水茜的42頁單篇漫畫《細胞的故事》，2014年獲得第27屆少年天狼星新人獎大獎，並刊登於《月刊少年天狼星》2014年5月號。連載版自《月刊少年天狼星》2015年3月號開始連載，並於2021年3月號刊出最終話（第30話）。完結篇為新型冠狀病毒，分為第29話（前篇）和第30話（後篇）刊載。
本作的衍生作品有以下幾部（皆由清水茜擔任監修）：
- 於《Nakayoshi》連載、吉田春雪（吉田はるゆき）作畫的《工作細菌》（2017年－2020年）。
- 於《月刊少年天狼星》連載、杉本萌作畫的《不工作細胞》（2017年－2022年）。
- 於《Morning》連載、原田重光擔任原作、初嘉屋一生作畫的《工作細胞BLACK》（2018年－2021年）。
- 於《別冊FRIEND》連載、擔任原作、作畫的《工作細胞想交朋友》（2019年－2021年）。
- 於《月刊少年天狼星》連載、柿原優子擔任原作、泰（ヤス）作畫的《工作血小板》（2019年－2021年）。
- 於《Morning》連載、福田泰宏作畫的《工作細胞BABY》（2019年－2021年）。
- 於連載、原田重光擔任原作、作畫的《工作細胞LADY》（2020年－2021年）。
- 於《月刊少年天狼星》連載、作畫的《工作細胞WHITE》（2020年－2022年）。
- 於《Nakayoshi》連載、所畫的《工作細菌Neo》（2020年－2021年）。
- 於連載、擔任原作、所畫的《非法工作細胞》（2022年－）。

2016年，《工作細胞》、《漂流武士》、《烏龍麵之國的金色毛毬》、《書店裡的骷髏店員本田》、《擅長捉弄人的高木同學》獲頒宮脇書店舉辦的第一屆「Miyawaki Comic Awards（ミヤコミ 2016）」。

## 登場角色

### 細胞

#### 一般血球
紅血球
主要工作是負責日常運送養分、氧氣或二氧化碳。制服外套與帽子（形似紅血球）可以雙面使用，運送氧氣與養分時鮮紅色面朝外，運送二氧化碳時則是暗紅色。由於是沒有粒線體的細胞，所以仰賴葡萄糖作為養分來源（漫畫中以吃冰呈現）。一旦受物理、化學、生物等因素影響死亡，就會觸發溶血反應。
AE3803
配音員：花澤香菜（日本）；楊詩穎（台灣）；王愫稣／山新〈剧场版〉（中國大陸）；凌晞（香港）
本作的主要角色之一。形象為紅短髮的少女，個性溫和開朗、富有朝氣，但時常脫線。故事開始時剛脫核不久，是手握《身體地圖》時也能迷路的新人。在肺炎球菌侵入事件中結識了U-1146，兩者開始經歷連串的人體反應事件，隨著劇情發展逐漸培養出堅強的性格，和U-1146交情匪淺，實則在紅血球母細胞時期已和U-1146有過一面之緣。
在本作的初始單回原型作品「細胞之話」中，邂逅和經歷白血球U-1116壽限到期的事件，該短篇故事尾聲以AE3803和轉生為U-1117的白血球作結。
紅血球母細胞
配音員：花澤香菜（日本）；楊詩穎（台灣）
紅血球的幼年型態。前驅細胞生成後，由造血幹細胞選別轉化為紅血球母細胞，在红骨髓中由巨噬細胞照料成長。當紅血球母細胞足夠成:熟時，巨噬細胞會摘下其帽子上的細胞核，讓紅血球母細胞轉化為紅血球，這個過程稱為「脫核」。
AE3803在紅血球母細胞時期曾經因為迷路而遭到綠膿桿菌襲擊，並因此遇見當時還是骨髓球的U-1146。
AA5100
配音員：遠藤綾（日本）；陳貞伃／錢欣郁（台灣）；穆雪婷（中國大陸）；魏惠娥（香港）
AE3803的前輩，形象為棕色長髮的女性。為AE3803剛脫核時負責帶她熟悉環境的前輩，雖然已經沒有責任關係，但是還是經常陪伴總是迷路的AE3803送貨。
NT4201
配音員：石川由依（日本）；葉嘉／林筱玲（台灣）；严艺楠（中國大陸）；葉曉欣（香港）
AE3803的後輩，新人紅血球，形象為黑色中長髮的女性。剛脫核時由AE3803帶領指導。個性極度冷靜，對前輩AE3803的脫線行徑感到十分無奈，但對她在艱難情況下仍要完成工作的舉動十分欽佩。
DB5963
配音員：近藤孝行（日本）；馬伯強（台灣）；劉奕希（香港）
於出血性休克事件通過輸血來到這個世界（身體）的外部紅血球。說話操一口仙台方言（台灣Animax配音版則是濃厚的外省北京話；中國大陸央視配音版則是操一口漢語東北官話；香港J2配音版則是操一口口音奇特的粤语）。
白血球／嗜中性球
免疫系統中的最前線戰力，主要負責「雜菌偵察」的警備工作。全員形象為白色制服、白髮、膚色蒼白的警備人員，發現雜菌後帽子（受體）會彈起等同「正解」的 O 型圖案，性情也會變得極為兇暴。若情況許可，白血球會當場擊殺惡菌。可以在身體組織之間自由遊走，穿越血管壁到達病菌的所在；也可以透過吞噬細胞（惡菌）判斷出細菌及過敏原。當人體受傷遭遇細菌感染的時候，戰死的白血球會成為膿的成分流出傷口。
U-1146
配音員：前野智昭（日本）；張騰（台灣）；劉飛／赵毅〈剧场版〉（中國大陸）；李鎮然／何偉誠〈剧场版〉（香港）
本作的主要角色之一。形象為身著白色制服、留著瀏海掩蓋右眼的白色短髮、膚色蒼白的警備人員，左右大腿上與後腰處均配置了白色的匕首。平常神情看似淡漠，實則溫柔沉穩且照顧他人。在肺炎球菌侵入事件中結識了AE3803，兩者開始共同經歷連串的人體危機反應事件。
在本作的初始單回原型作品「細胞之話」中，以U-1116的身分邂逅紅血球AE3803，最終因為壽限到期回歸骨髓分化，轉生為白血球U-1117和紅血球AE3803再會。
骨髓球
配音員：村中知（日本）；汪世瑋（台灣）；劉飛（中國大陸）；陳琴雲（香港）
白血球（嗜中性球、嗜酸性球、嗜鹼性球）的幼年型態。同樣在骨髓中由巨噬細胞照料成長，但是所處區域與紅血球母細胞不同。U-1146在骨隨時期憑藉天分發現了入侵骨髓、正在攻擊AE3803的綠膿桿菌並挺身而出，但是因為過於幼小而不敵，最後被及時趕來的巨噬細胞與嗜中性球老師救下。
U-4989
配音員：熊谷健太郎（日本）；梁群→賈文安（台灣）；徐翔／谷江山〈剧场版〉（中國大陸）；李凱傑（香港）
U-1146的同僚。出場頻率最多的其他白血球，常與1146一同出場，形象為頭髮捲曲、神情愉快的男性。
U-2048
配音員：佐藤健輔（日本）；馬伯強（台灣）；杨富禄／李轻扬〈剧场版〉（中國大陸）；陳耀楠（香港）
U-1146的同僚。出場頻率偏多的其他白血球，形象為內髮短髮、神情嚴肅的男性。
U-2626
配音員：柳田淳一（日本）；孟慶府（台灣）；杨富禄／柳真颜〈剧场版〉（中國大陸）；張方正（香港）
U-1146的同僚。出場頻率偏少的其他白血球，形象為雙眼被劉海蓋住、神情平淡的男性。
U-2001
配音員：江越彬紀（日本）；喬資淯（台灣）；鄧志堅（香港）
U-1146的同僚。出場頻率最少的其他白血球，形象為寸頭的男性。
嗜中性球老師
配音員：日野聰（日本）；張騰（台灣）；陳耀楠（香港）
編號1110。在紅血球母細胞進行避難訓練時，被巨噬細胞請來扮成細菌；其後紅血球母細胞和骨髓球將被綠膿菌襲擊，與巨噬細胞及時趕到並消滅細菌。
血小板
修補血管的維修工。主要工作是以纖維蛋白編織凝血塊以止血，若傷口過大會強行將附近的血細胞粘上纖維蛋白形成二次血栓，以加速止血。形象皆為穿著幼稚園制服的孩童。
小隊長
配音員：長繩麻理亞（日本）；林筱玲（台灣）；林敏／张韦〈剧场版〉（中國大陸）；陳皓宜（香港）
特徵是留著金色長髮的孩童，穿著長筒靴。負責督導指揮血小板們，相當可靠。與嗜中性球U-1146以及紅血球AE3803關係非常密切，AE3803特別喜歡戳她的臉頰。
小戴反帽
配音員：石見舞菜香（日本）；汪世瑋／陳貞伃／雷碧文／錢欣郁（台灣）；蒋丽／张幽舞〈剧场版〉（中國大陸）；劉惠雲（香港）
特徵是短髮、帽子反著戴的孩童，穿著長筒靴。比較冒失也常哭，罩門是凝血，並且與紅血球AE3803一樣有著自信不足、常迷路等等的特質。
副小隊長
配音員：春野杏（日本）；楊詩穎（台灣）；沈念如（中國大陸）；何寶珊（香港）
特徵是綁著馬尾的孩童，穿著長筒靴。個性機靈很可愛，比較愛搗蛋。
小翹毛
配音員：立花芽惠夢（日本）；陳貞伃／汪世瑋（台灣）；祁柒（中國大陸）；何晶晶（香港）
特徵是翹毛的孩童。穿著長筒靴。很有活力但單純，運動神經很好。
小分心
配音員：森永千才（日本）；雷碧文（台灣）
特徵是黑髮的孩童，實習生（穿著條紋襪）。好奇心旺盛。
小注視
配音員：赤尾光（日本）；楊詩穎（台灣）
特徵是長髮的孩童，實習生（穿著條紋襪）。個性冷靜知性。
巨核細胞
配音員：甲斐田裕子（日本）；葉嘉（台灣）
存在於骨髓之中，負責哺育血小板，是骨髓中體積最大的細胞。形象為背著育兒袋的長髮女性，是血小板們的師父，與血小板穿着一樣的藍色T恤和白色短褲，對血小板們恩威並施。

#### 免疫細胞
本段落記載嗜中性球以外的免疫細胞（包含髓系血球及淋巴球等）。

##### T細胞相關
白血球的一種，各種淋巴球。
輔助T細胞
配音員：櫻井孝宏（日本）；梁群→孟慶府（台灣）；徐翔／郝祥海〈剧场版〉（中國大陸）；曹啟謙（香港）
淋巴系統的司令官，負責在確認病源入侵後對殺手T細胞下達攻擊命令。形象為戴眼鏡的年輕男性，在本作中很喜歡吃點心，常在發號施令時被發現嘴角沾滿餅乾屑，是因為過去殺手T細胞的建言裁變成了現在有些脫線的個性。與殺手T細胞的班長雖是老戰友但有時亦會看對方不順眼，另外也害怕手握自己未活化照片的樹狀細胞。
未熟胸腺細胞
配音員：小松未可子（日本）；雷碧文／楊詩穎（台灣）；王愫稣（中國大陸）；李潤知（香港）
與殺手T細胞班長、調節T細胞在胸腺學校時期因同期受訓而結識。受訓時期曾是高材生，曾經因為殺手T細胞的一句「態度要放輕鬆一點，不然部下會嚇到的」而試著改變自己原本一板一眼的個性，結果變成了現在有些脫線的個性。
調節T細胞
配音員：早見沙織（日本）；汪世瑋（台灣）；徐慧／叶知秋〈剧场版〉（中國大陸）；黃昕瑜（香港）
輔助T細胞的秘書，形象為身著深綠色制服的女性。個性極度冷靜；主要工作為協助輔助T細胞，同時也負責阻止免疫系統的T細胞攻擊一般細胞。形象為雖然是文官裝扮，但是戰鬥力不輸殺手T細胞；。
未熟胸腺細胞
配音員：早見沙織（日本）；陳貞伃／汪世瑋（台灣）；徐慧（中國大陸）；黃昕瑜（香港）
與殺手T細胞班長、輔助T細胞在胸腺學校時期因同期受訓而結識。
殺手T細胞
免疫系統中最強大的戰力，主要負責對付特殊頑強的惡菌和受病毒感染的細胞。居住在淋巴管中，只有得到輔助性T細胞的指令時才可以離開淋巴管。如以社會分工比喻，白血球屬於維護治安的警察，殺手T細胞則是戰鬥力更強的軍人。
班長
配音員：小野大輔（日本）；馬伯強（台灣）；陳偉／冯盛〈剧场版〉（中國大陸）；關令翹（香港）
擔任班長的殺手T細胞，是個形象凶狠，穿着黑色工作服，多以赤手空拳作戰。本作中似乎單方面將嗜中性球U-1146視為競爭對手，另外對手握自己未活化照片的樹狀細胞感到害怕。
未熟胸腺細胞
配音員：東內麻里子（日本）；連思宇／林筱玲（台灣）；王瑞琪（中國大陸）；陸惠玲（香港）
與輔助T細胞、調節T細胞在胸腺學校時期因同期受訓而結識，並和輔助T細胞於結訓考試後互相交心給予鼓勵。
记忆T细胞
配音員：竹内良太（日本）；馬伯強／賈文安（台灣）；黄驥（中國大陸）；蕭徽勇（香港）
殺手T細胞的分支，職責與記憶細胞雷同，負責記憶入侵身體病菌的抗原特徵，差別在於記憶T細胞可以直接自行針對病原進行特化並發起攻擊。殺手T細胞班長亦曾經擔任過記憶T細胞的角色。
初始T細胞
配音員：田村睦心（日本）；喬資淯（台灣）；馬洋（中國大陸）；張頌欣（香港）
還未與病原戰鬥過的殺手T細胞新人。太過膽小，因此經常在戰鬥中逃走，曾受嗜中性球U-1146和巨噬細胞班長的幫助。
作用T細胞
配音員：乃村健次（日本）；馬伯強／孟慶府（台灣）；楊富祿（中國大陸）；陳欣（香港）
初始T細胞受到樹狀細胞活化後的狀態，攻擊能力顯著增強，而且會快速分裂增生。形象為頭髮向上翹起的壯漢。

##### 單核球相關
白血球的一種。
巨噬細胞
配音員：貫井柚佳、木村珠莉、咲咲木瞳、幸村惠理（日本）；陳貞伃、林美秀／汪世瑋、楊詩穎（台灣）
比嗜中性球更高階的白血球，與顆粒球一樣屬於吞噬細胞，除了一般白血球任務以外，還身負照料紅血球母細胞、協助訓練幼年時期的T細胞、清掃血管和臟器以及回收清理衰老死亡的細胞等多重職責。
隊長
配音員：井上喜久子（日本）；林筱玲（台灣）；徐慧／季冠霖〈剧场版〉（中國大陸）；曾秀清（香港）
擔任隊長的巨噬細胞，形象是白色哥德式女僕打扮、如同貴族一般有禮的女性，但卻有著跟外表不符的怪力和殺戮技術，和病原體戰鬥時會使用各種大型鈍器和柴刀以蠻力應戰，並且在殺敵時會出現掩嘴嬌笑等病嬌行徑。
單核球
配音員：井上喜久子（日本）；林筱玲（台灣）；徐慧（中國大陸）；曾秀清（香港）
白血球的一種，約佔整體白血球總數的7%。單核球一離開血管就會轉化成巨噬細胞；本作中的設定是巨噬細胞穿上全身防護衣與面罩，外表看似高壯的男性，並且從不開口，只在任務完成時向其他細胞比出「讚」的招牌手勢。單核球的行為舉止十分豪放，與離開血管後脫下防護衣、露出原本巨噬細胞的淑女儀態簡直判若兩人，也因此紅血球AE3803在發現單核球其實就是巨噬細胞時，一時之間無法接受。
樹突細胞
配音員：岡本信彥（日本）；賈文安（台灣）；鍾巍／张圣〈剧场版〉（中國大陸）；陳灝瑋（香港）
居住在大樹之中，全能型的輔助細胞，可對入侵細菌進行抗原提示，產生細胞激素強化免疫細胞等等。形象為身穿綠色西裝與帽子的青年。看似年輕但實際上年齡深不可測，掌握許多免疫細胞不為人知的過去。必要時會將免疫細胞們年輕時拍下的令他們羞恥的照片發送出去刺激他們，藉此將其活化。
蘭格漢氏細胞
配音員：清川元夢（日本）；馬伯強（台灣）
樹突細胞的分支，外表是年老的外國紳士。位於表皮，主要負責偵查病原體的入侵，以及防止皮膚受到紫外線與乾燥的影響。

##### B細胞相關
與T細胞一樣，它們是淋巴球的一種。
B細胞
配音員：千葉翔也（日本）；喬資淯（台灣）；諾辰／李兰陵〈剧场版〉（中國大陸）；鍾見麟（香港）
當細菌入侵時負責產生抗體，專門處理免疫細胞難以快速殺死的麻煩病菌。但因為本身不具吞噬能力，如果是在抗體起不了作用的狀況下就沒有其他手段對抗病菌。形象為手持大型噴槍（裡頭裝著抗體），穿藍灰色連身工作服的褐髮青少年，衣袖上有「B」字樣。本作中與肥大細胞關係很惡劣，有時會故意稱對方為肥子。
記憶細胞
配音員：中村悠一（日本）；梁群→孟慶府（台灣）；劉垚／藤新〈剧场版〉（中國大陸）；李安邦（香港）
負責紀錄曾經入侵過身體的細菌特徵，當同樣的細菌再次入侵時提供抗原特徵讓B細胞快速反應。形象為西裝裝扮的男性。由於記憶量龐大，有時候會顯得錯亂，並且容易慌張的喊出各種即將發生（其實是他記憶中的景象）的天災。

##### 顆粒球相關
嗜酸性球
配音員：M·A·O（日本）；陳貞伃／林筱玲（台灣）；張洪（中國大陸）；何寶珊（香港）
顆粒型白血球的一種，據說只佔白血球中百分之幾。由於是應付過敏及寄生蟲感染的特化白血球，故在對付非此類症狀時相對較弱。形象為雙馬尾的少女，配置了防暴鋼叉，被稱讚時容易害羞。唯一聽得懂嗜鹼性球的中二發言的細胞。
嗜鹼性球
配音員：杉田智和（日本）；馬伯強（台灣）；劉垚（中國大陸）；黃啟昌（香港）
顆粒型白血球的一種，比嗜酸性球更為稀少的細胞，總數只占全體白血球的1%以下。平常居住在骨髓中，只有發現特定抗原時會離開骨髓。負責指引嗜中性球與嗜酸性球快速抵達感染部位。形象為持傘、身穿雨衣、臉戴面罩裝的男性。總是把想講的話用讓人難以理解的方式講出來。（作品中只有嗜酸性球聽得懂）

##### 其他免疫細胞
NK細胞
配音員：行成桃姬（日本）；林筱玲（台灣）；駱妍倩／常蓉珊〈剧场版〉（中國大陸）；劉惠雲（香港）
形象為手持西洋軍刀（活性化時軍刀會變成光劍）、瀏海遮住右眼的短髮女性，可以藉由大笑自行活性化。專門獵殺異常細胞的免疫細胞，負責處理被病毒感染的細胞與突變的癌細胞，數量較少且獨自行動，與團體活動的殺手T細胞負責的領域又有重疊性，所以雙方的關係很差；不過癌細胞事件時，與殺手T細胞班長經歷一番苦戰後，曾一度和解。與殺手T細胞班長一樣有未活化前的照片握在樹突細胞手上（在巨噬細胞處的女僕照）。
肥大細胞
配音員：川澄綾子（日本）；汪世瑋（台灣）；花玲（中國大陸）；詹健兒（香港）
與嗜鹼性球類似，當組織因為外菌入侵而產生發炎反應時負責釋放組織胺，刺激血管擴張以增強免疫細胞的遊走性，幫助免疫細胞快速抵達患部。形象為穿著白大褂的黑髮女性。感應器（受體）很敏感，常會誤報或過度反應，因此被普通細胞們討厭。雖然名字叫肥大細胞，但是與肥胖無關。本作中與B細胞關係很惡劣，很討厭別人用肥胖之類的綽號稱呼自己（然而B細胞總是如此）。
M細胞
配音員：速水奬（日本）；馬伯強 （台灣）
負責管理位於腸道中的免疫器官「派亞氏淋巴叢」的免疫細胞，會捕捉成為抗原的病毒或細菌，並傳遞給樹突細胞，進行抗原呈遞。形象為中年男性酒保。

#### 其他細胞
一般細胞
配音員：天崎滉平、小林千晃、柳田淳一、上西哲平、前田弘喜、市川太一、梶原岳人、安田陸矢（日本）；喬資淯、賈文安、梁群、馬伯強（台灣）；任洛君、張珈銘、張繼鑫／苏尚卿〈剧场版〉（中國大陸）；張預東、陳卓智、黃積權、陳耀楠、李致林（香港）
身體的基本組成，最普遍存在，形象皆為年輕大學生模樣的男性，唯一的工作就是複製自己（細胞分裂），很依賴紅血球給的氧氣或是養分存活，另外跟紅血球一樣，對細菌病毒之流完全沒有抵抗能力，只能靠白血球等免疫細胞的保護。
咽頭細胞／一般細胞
配音員：小林裕介（日本）；賈文安／喬資淯（台灣）；馬洋（中國大陸）
在咽頭的一般細胞，對自己千篇一律的工作與生活感到厭倦，但又總是被捲入奇怪的事件裡。曾與白血球U-1146一起行動。
癌細胞
配音員：石田彰、諏訪彩花〈幼年〉（日本）；賈文安、楊詩穎〈幼年〉（台灣）；孫曄／阿杰〈剧场版〉（中國大陸）；黃積權、葉曉欣〈幼年〉（香港）
在细胞分裂的過程中因為不明原因突變而出現的異常細胞，正常人體每天都會產生癌細胞，但是絕大多數會被免疫細胞殺死。癌細胞會入侵周圍的正常細胞並不斷增殖，這種現象稱為浸潤。當浸潤嚴重到一定程度後，癌細胞就會隨著血管與淋巴管轉移到全身，到這個階段，所有重要器官都會遭到侵襲，威脅生物體的生命。
幼年時期唯一躲過免疫細胞追殺的癌細胞。癌細胞是細胞複製出錯的產物，自誕生後就被免疫細胞追殺而憎恨著這樣的命運，試圖增殖自己侵占人體。能偽裝成一般細胞欺騙免疫系统，在和NK細胞、殺手T細胞、白血球的交手中大佔上風，但因為紅血球叫來的援軍使其力量大減，最後敗在因此活性化的NK細胞手下。對自己究竟是為何要如此誕生這點表示了恨意，並向唯一曾保護過偽裝為一般細胞的他的白血球表示自己有天定會回來進行報復。
乳酸菌事件中再度復活，並利用遺傳訊息欺騙調節T細胞，讓調節T細胞阻擋了NK細胞、記憶T細胞（原殺手T細胞班長），而不受調節T細胞節制的白血球則被他用陷阱關起來。最後因為乳酸菌的活躍，供給癌細胞力量的的腸道內病毒毒氣下降，讓白血球找到機會突破陷阱，殺死癌細胞。
消化管細胞
配音員：梶原岳人、柳田淳一（日本）；馬伯強、梁群（台灣）
構成消化系統的細胞。
汗腺細胞
配音員：江越彬紀〈隊長〉（日本）；馬伯強〈隊長〉（台灣）；李錦綸〈隊長〉（香港）
構成汗腺的細胞。
神經細胞
配音員：柳田淳一〈隊長〉（日本）；喬資淯〈隊長〉（台灣）
構成神經元的細胞。
造血幹細胞
配音員：木村珠莉、森永千才、長谷川育美（日本）；楊詩穎、林筱玲（台灣）；羅孔柔（香港）
前驅細胞生成後負責照料，並將前驅細胞分類甄別，準備演化成各種血細胞。形象為護理師打扮的女性。
胸腺上皮細胞
配音員：小山力也〈教官〉（日本）；梁群〈教官〉（台灣）；陳永信〈教官〉（香港）
組成胸腺的細胞，負責哺育、培養、甄別T細胞。形象為面容剛毅的男性魔鬼教官。
皮脂腺細胞
位於毛囊，負責產生皮脂的細胞。形象為光著上身、戴著黑色頭套的壯漢，在痤瘡（青春痘）事件中被痤瘡菌奴役支配，後來在長老毛母細胞的帶領下起身反抗。
色素母細胞
配音員：河村梨惠（日本）；林筱玲（台灣）
位於毛囊，形象是穿著黑色巫師袍的女性，負責產生黑色素，在痤瘡（青春痘）事件中被痤瘡菌奴役支配，後來在長老毛母細胞的帶領下起身反抗。
毛母細胞
配音員：島袋美由利〈小孩〉、麥人〈長老〉（日本）；陳貞伃〈小孩〉、馬伯強〈長老〉（台灣）
位於毛囊，負責產生皮脂的細胞，分裂後就會形成頭髮。
小孩形象為穿著黑色巫師袍的青少年。在痤瘡（青春痘）事件中被痤瘡菌奴役支配，後來受到白血球U-1146的啟發，鼓舞大家起身反抗。
長老形象為穿着白色巫師袍的男性老者。在痤瘡（青春痘）事件中被痤瘡菌奴役支配，後來被孩子的精神感動，下令全員反擊。
腸道上皮細胞
配音員：竹本英史、坂泰斗、大西弘祐（日本）；梁群（台灣）
組成腸道的細胞之一，負責吸收養分與水分，並構築黏膜以防止免疫細胞對腸道內的細菌產生過度免疫反應。因為需要在腸道中活動，所以形象為背著氧氣桶的潛水人員。
杯狀細胞
配音員：川田紳司（日本）；喬資淯（台灣）
存在於人體腸道的細胞，主要分布於大腸。需要在腸道中活動，因此穿著潛水服。負責產生黏液，維持腸道黏膜。

### 身體外來異物和生物

#### 細菌
肺炎鏈球菌
配音員：吉野裕行（日本）；梁群／賈文安（台灣）；黄骥（中國大陸）；李致林（香港）
漫畫第1話初登場。能引發肺炎的細菌，會侵入肺細胞，並破壞紅血球，最壞情況甚至會影響腦部的病原體，可以產生莢膜來阻擋白血球的攻擊。
金黃色葡萄球菌
配音員：中原麻衣（日本）；林筱玲、林美秀／錢欣郁、汪世瑋（台灣）；詹健兒、成瑤孆、張頌欣（香港）；孙畅（中國大陸）
漫畫第4話初登場。人體表面的常見菌之一，毒性極強，從傷口入侵體內時可能引起表皮感染、肺炎、腦膜炎等症狀。能產生凝固酶，利用人體內的纖維蛋白形成防護罩，以抵擋白血球的攻擊。
化膿性鏈球菌
配音員：松風雅也（日本）；梁群、喬資淯、馬伯強／喬資淯、孟慶府（台灣）；李安邦、麥皓豐、翟耀輝（香港）
漫畫第4話初登場。皮膚、咽喉、消化器官的常見細菌之一，能引發多種病症。
綠膿桿菌
配音員：北澤力（日本）；賈文安、梁群（台灣）；胡家豪、雷霆（香港）；乔木心（中國大陸）
漫畫第4話初登場。自然環境代表性的常見細菌之一，會造成綠膿桿菌感染。
曲狀桿菌
配音員：小林大紀（日本）；陳貞伃、林筱玲／汪世瑋（台灣）；陳琴雲（香港）
漫畫第4話初登場。會引發傳染性腸胃炎的細菌，伴隨發燒、拉肚子、腹痛等症狀。
腸炎弧菌
配音員：山本格（日本）；梁群／孟慶府（台灣）；麥皓豐（香港）
漫畫第5話初登場。主要出現在海水中的細菌，如果吃下被這種細菌汙染的海鮮就有可能引發感染型的腸炎弧菌食物中毒，並會伴隨劇烈腹痛等症狀。
仙人掌桿菌
配音員：鳥海浩輔（日本）；喬資淯（台灣）
漫畫第6話初登場。廣泛分布於自然環境中的土壤細菌之一，在成長階段會生出稱為「芽孢」的耐熱外殼，可以在攝氏100度下支撐30分鐘。會引發腹瀉、嘔吐等食物中毒症狀。
痤瘡菌
配音員：松重慎、林大地（日本）；賈文安、喬資淯（台灣）
漫畫第14話初登場。會引發痤瘡的一種常見細菌，以人體皮脂維生，具厭氧性。
乳酸菌
配音員：吉田有里（黑）、高橋李依（紅）、藤原夏海（熊貓）、久保百合花（花斑）、闫夜桥（黑）、沈念如（红）、叶知秋（熊猫）、赵小双（花斑）（台灣）
漫畫第20話初登場。乳酸菌不是單指一種細菌，而是多種對人體有益的細菌的總稱，這些益菌在人體內的作用各有不同，可以抑制害菌、清除人體無法分解的物質、幫助修補黏膜等等。
害菌
配音員：松岡禎丞、間宮康弘（日本）；張騰、馬伯強（台灣）
漫畫第22話初登場。腸道菌群之一，對人體有害的細菌的總稱。
伺機性感染菌
配音員：田村由香里、菲魯茲·藍（日本）；雷碧文、喬資淯（台灣）
漫畫第22話初登場。對人體無害也無益的細菌總稱，佔腸道菌落的70%以上。在益菌與害菌之間，會傾向佔優勢的那一邊。

#### 病毒
鼻病毒
配音員：古川慎（日本）
會引發感冒的代表性細菌，一般情況下會造成與鼻子有關的感冒症狀（鼻塞、流鼻水、打噴嚏等），感染者的鼻水與唾液會含有大量的病毒，傳染性很強。
腮腺炎病毒
配音員：福島潤（日本）
引發流行性腮腺炎的病毒。特徵是感染後單邊或雙邊的腮腺（大唾液腺之一）會腫大。由於腮腺腫大後臉會酷似日本的「多福」面具，因此流行性腮腺炎在日本又被稱為「多福感冒」。
登革熱病毒
以蚊子作為媒介進行傳染的病毒，感染後會產生發燒、頭痛等症狀。

#### 外來異物
柳杉花粉症過敏原
配音員：興津和幸（日本）；梁群／孟慶府（台灣）；杨富禄（大陆）
日本柳杉的花粉中大量存在的物質，不會致病也沒有毒性。雖然不會對身體造成危害，但因為是外來異物，仍會被免疫系統攻擊，因而造成過敏反應，即花粉症（或稱花粉熱）。
海獸胃線蟲
寄生在魚類與海洋哺乳類生物上的寄生蟲，人類如果生食魚類就有一定的機會感染。人類不是宿主，因此海獸胃線蟲不會主動寄生於人體之中，但是如果意外入侵人體，會造成劇烈的腹痛、嘔吐等食物中毒症狀。

#### 外來輔助
類固醇
配音員：梁群／賈文安（台灣）；梁偉德（香港）
現代西藥的一種。作品中以機械人的形象登場。具有強效抗炎與免疫抑制作用，能有效控制組織胺所引起的各種症狀與過敏反應。由於會對所有細胞進行無差別攻擊，使用的劑量與時間長度需要特別注意。
寶礦力水特（POCARI SWEAT）
當人處於熱中症階段時，可補充寶礦力水得，因為成分與人體體液相近，能迅速補充人體的水份和電解質，常用於運動後補充隨汗水流失的水份和電解質，於動畫特別篇中登場（接續動畫第十一話後）。

## 出版書籍
- 全6卷

| 冊數 | 收錄話數       | 講談社         | 講談社                                                  | 東立出版社    | 東立出版社                      | 浙江人民出版社 | 浙江人民出版社         |
| 冊數 | 收錄話數       | 發售日期       | ISBN                                                    | 發售日期      | ISBN EAN                        | 發售日期       | ISBN                   |
| ---- | -------------- | -------------- | ------------------------------------------------------- | ------------- | ------------------------------- | -------------- | ---------------------- |
| 1    | 第1話－第4話   | 2015年7月9日   | ISBN 978-4-06-376560-1                                  | 2016年4月8日  | ISBN 978-986-470-143-8          | 2021年2月      | ISBN 978-7-21-309990-8 |
| 2    | 第5話－第9話   | 2015年11月20日 | ISBN 978-4-06-376589-2                                  | 2016年5月27日 | ISBN 978-986-470-144-5          | 2021年2月      | ISBN 978-7-21-309990-8 |
| 3    | 第10話－第14話 | 2016年6月9日   | ISBN 978-4-06-358828-6（特装版） ISBN 978-4-06-390633-2 | 2016年8月19日 | EAN 471-094-554-888-3（首刷版） | 2021年2月      | ISBN 978-7-21-309990-8 |
| 3    | 第10話－第14話 | 2016年6月9日   | ISBN 978-4-06-358828-6（特装版） ISBN 978-4-06-390633-2 | 2018年3月16日 | ISBN 978-986-470-538-2          | 2021年2月      | ISBN 978-7-21-309990-8 |
| 4    | 第15話－第19話 | 2016年11月30日 | ISBN 978-4-06-397021-0（特装版） ISBN 978-4-06-390664-6 | 2017年3月20日 | ISBN 978-986-482-332-1          | 2021年2月      | ISBN 978-7-21-309990-8 |
| 5    | 第20話－第25話 | 2017年8月9日   | ISBN 978-4-06-397043-2（特装版） ISBN 978-4-06-390720-9 | 2018年1月29日 | ISBN 978-986-486-644-1          | 2021年2月      | ISBN 978-7-21-309990-8 |
| 6    | 第26話－第29話 | 2021年2月9日   | ISBN 978-4-06-522252-2                                  | 2021年8月9日  | ISBN 978-957-26-6582-4          | 2024年3月      | ISBN 978-7-213-10921-8 |

公式書
- 工作細胞公式漫迷手冊

| 冊數 | 講談社       | 講談社                 | 東立出版社    | 東立出版社             |
| 冊數 | 發售日期     | ISBN                   | 發售日期      | ISBN / EAN             |
| ---- | ------------ | ---------------------- | ------------- | ---------------------- |
| 全   | 2018年7月6日 | ISBN 978-4-06-511951-8 | 2021年1月15日 | ISBN 978-957-26-3744-9 |

### 衍生作品

#### 漫畫
- 工作細菌（全7卷）

| 冊數 | 講談社        | 講談社                 | 東立出版社     | 東立出版社             | 天地出版社 | 天地出版社             |
| 冊數 | 發售日期      | ISBN                   | 發售日期       | ISBN                   | 發售日期   | ISBN                   |
| ---- | ------------- | ---------------------- | -------------- | ---------------------- | ---------- | ---------------------- |
| 1    | 2018年2月9日  | ISBN 978-4-06-510910-6 | 2019年1月10日  | ISBN 978-957-26-2172-1 | 2023年3月  | ISBN 978-7-5455-7215-5 |
| 2    | 2018年7月9日  | ISBN 978-4-06-512138-2 | 2019年6月3日   | ISBN 978-957-26-2173-8 | 2023年3月  | ISBN 978-7-5455-7215-5 |
| 3    | 2018年10月9日 | ISBN 978-4-06-513423-8 | 2019年8月26日  | ISBN 978-957-26-2174-5 | 2023年3月  | ISBN 978-7-5455-7215-5 |
| 4    | 2019年2月8日  | ISBN 978-4-06-514602-6 | 2020年9月7日   | ISBN 978-957-26-2973-4 | 2023年3月  | ISBN 978-7-5455-7215-5 |
| 5    | 2019年7月9日  | ISBN 978-4-06-516434-1 | 2020年10月29日 | ISBN 978-957-26-3797-5 | 2023年3月  | ISBN 978-7-5455-7215-5 |
| 6    | 2019年12月9日 | ISBN 978-4-06-518183-6 | 2022年11月17日 | ISBN 978-957-26-5091-2 | 2023年3月  | ISBN 978-7-5455-7215-5 |
| 7    | 2020年8月6日  | ISBN 978-4-06-520572-3 | 2023年4月28日  | ISBN 978-957-26-5713-3 | 2023年3月  | ISBN 978-7-5455-7215-5 |

- 不工作細胞（全5卷）

| 冊數 | 講談社        | 講談社                 | 東立出版社     | 東立出版社             | 青岛出版社 | 青岛出版社             |
| 冊數 | 發售日期      | ISBN                   | 發售日期       | ISBN                   | 发售日期   | ISBN                   |
| ---- | ------------- | ---------------------- | -------------- | ---------------------- | ---------- | ---------------------- |
| 1    | 2018年7月9日  | ISBN 978-4-06-511982-2 | 2019年5月30日  | ISBN 978-957-26-3054-9 | 2023年4月  | ISBN 978-7-5736-0729-4 |
| 2    | 2019年2月8日  | ISBN 978-4-06-514461-9 | 2020年4月17日  | ISBN 978-957-26-3055-6 | 2023年4月  | ISBN 978-7-5736-0730-0 |
| 3    | 2019年12月9日 | ISBN 978-4-06-517763-1 | 2020年10月12日 | ISBN 978-957-26-5089-9 | 2023年4月  | ISBN 978-7-5736-0731-7 |
| 4    | 2021年1月8日  | ISBN 978-4-06-520833-5 | 2022年9月12日  | ISBN 978-957-26-6394-3 | 2023年4月  | ISBN 978-7-5736-0732-4 |
| 5    | 2022年2月9日  | ISBN 978-4-06-526711-0 | 2023年6月9日   | ISBN 978-957-26-8837-3 | 2023年4月  | ISBN 978-7-5736-0733-1 |

- 工作細胞BLACK（全8卷）

- 工作細胞想交朋友（全6卷）

| 冊數 | 講談社        | 講談社                 | 東立出版社     | 東立出版社             | 青岛出版社 | 青岛出版社             |
| 冊數 | 發售日期      | ISBN                   | 發售日期       | ISBN                   | 發售日期   | ISBN                   |
| ---- | ------------- | ---------------------- | -------------- | ---------------------- | ---------- | ---------------------- |
| 1    | 2019年6月7日  | ISBN 978-4-06-515522-6 | 2020年4月30日  | ISBN 978-957-26-4802-5 | 2024年3月  | ISBN 978-7-5736-1343-1 |
| 2    | 2019年11月7日 | ISBN 978-4-06-517636-8 | 2022年4月11日  | ISBN 978-957-26-4803-2 | 2024年3月  | ISBN 978-7-5736-1344-8 |
| 3    | 2020年3月9日  | ISBN 978-4-06-518909-2 | 2022年11月17日 | ISBN 978-957-26-5099-8 | 2024年3月  | ISBN 978-7-5736-1345-5 |
| 4    | 2020年7月13日 | ISBN 978-4-06-520155-8 | 2023年9月28日  | ISBN 978-957-26-5617-4 | 2024年3月  | ISBN 978-7-5736-1346-2 |
| 5    | 2021年1月13日 | ISBN 978-4-06-522041-2 |                |                        | 2024年3月  | ISBN 978-7-5736-1349-3 |
| 6    | 2021年5月13日 | ISBN 978-4-06-523220-0 |                |                        | 2024年3月  | ISBN 978-7-5736-1350-9 |

- 工作血小板（全4卷）

| 冊數 | 講談社        | 講談社                 | 東立出版社    | 東立出版社             | 湖南文艺出版社 | 湖南文艺出版社         |
| 冊數 | 發售日期      | ISBN                   | 發售日期      | ISBN                   | 發售日期       | ISBN                   |
| ---- | ------------- | ---------------------- | ------------- | ---------------------- | -------------- | ---------------------- |
| 1    | 2020年1月9日  | ISBN 978-4-06-518185-0 | 2020年11月6日 | ISBN 978-957-26-5678-5 | 2022年1月      | ISBN 978-7-5726-0472-0 |
| 2    | 2020年6月9日  | ISBN 978-4-06-519798-1 | 2021年4月29日 | ISBN 978-957-26-5679-2 | 2022年1月      | ISBN 978-7-5726-0473-7 |
| 3    | 2020年12月9日 | ISBN 978-4-06-521697-2 | 2022年10月7日 | ISBN 978-957-26-6263-2 | 2022年1月      | ISBN 978-7-5726-0474-4 |
| 4    | 2021年6月9日  | ISBN 978-4-06-523704-5 | 2023年4月17日 | ISBN 978-957-26-7286-0 | 2022年6月      | ISBN 978-7-5726-0693-9 |

- 工作細胞BABY（全4卷）

| 冊數 | 講談社         | 講談社                 | 四川美术出版社 | 四川美术出版社         | 東立出版社    | 東立出版社             |
| 冊數 | 發售日期       | ISBN                   | 發售日期       | ISBN                   | 發售日期      | ISBN                   |
| ---- | -------------- | ---------------------- | -------------- | ---------------------- | ------------- | ---------------------- |
| 1    | 2020年1月9日   | ISBN 978-4-06-518231-4 | 2021年11月     | ISBN 978-7-5410-4356-7 | 2022年4月8日  | ISBN 978-957-26-5863-5 |
| 2    | 2020年7月20日  | ISBN 978-4-06-519640-3 | 2021年11月     | ISBN 978-7-5410-4356-7 | 2023年8月28日 | ISBN 978-957-26-5864-2 |
| 3    | 2021年2月22日  | ISBN 978-4-06-522344-4 | 2021年11月     | ISBN 978-7-5410-4356-7 | 2024年2月2日  | ISBN 978-957-26-6685-2 |
| 4    | 2021年10月21日 | ISBN 978-4-06-524975-8 |                |                        |               |                        |

- 工作細胞LADY（全5卷）

| 冊數 | 講談社         | 講談社                 | 新世纪出版社 | 新世纪出版社           | 東立出版社     | 東立出版社             |
| 冊數 | 發售日期       | ISBN                   | 發售日期     | ISBN                   | 發售日期       | ISBN                   |
| ---- | -------------- | ---------------------- | ------------ | ---------------------- | -------------- | ---------------------- |
| 1    | 2020年7月20日  | ISBN 978-4-06-519908-4 | 2022年10月   | ISBN 978-7-5583-3443-6 | 2022年11月17日 | ISBN 978-957-26-6996-9 |
| 2    | 2021年2月22日  | ISBN 978-4-06-521937-9 | 2022年10月   | ISBN 978-7-5583-3443-6 | 2024年6月27日  | ISBN 978-957-26-6997-6 |
| 3    | 2021年6月23日  | ISBN 978-4-06-523599-7 |              |                        |                |                        |
| 4    | 2022年5月23日  | ISBN 978-4-06-528098-0 |              |                        |                |                        |
| 5    | 2022年11月22日 | ISBN 978-4-06-529758-2 |              |                        |                |                        |

- 工作細胞WHITE
工作細胞白血球(東立譯名)（全4卷）

| 冊數 | 講談社        | 講談社                 | 東立出版社    | 東立出版社             |
| 冊數 | 發售日期      | ISBN                   | 發售日期      | ISBN                   |
| ---- | ------------- | ---------------------- | ------------- | ---------------------- |
| 1    | 2021年2月9日  | ISBN 978-4-06-522323-9 | 2023年4月27日 | ISBN 978-957-26-7847-3 |
| 2    | 2021年9月9日  | ISBN 978-4-06-524873-7 | 2025年4月18日 | ISBN 978-957-26-7848-0 |
| 3    | 2022年3月9日  | ISBN 978-4-06-527028-8 |               |                        |
| 4    | 2022年10月7日 | ISBN 978-4-06-529454-3 |               |                        |

- 非法工作細胞
工作細胞 ILLEGAL (東立譯名)

| 冊數 | 講談社         | 講談社                 | 東立出版社    | 東立出版社             |
| 冊數 | 發售日期       | ISBN                   | 發售日期      | ISBN                   |
| ---- | -------------- | ---------------------- | ------------- | ---------------------- |
| 1    | 2022年6月20日  | ISBN 978-4-06-528141-3 | 2024年8月22日 | ISBN 978-626-360-043-0 |
| 2    | 2022年11月18日 | ISBN 978-4-06-529754-4 |               |                        |
| 3    | 2023年5月18日  | ISBN 978-4-06-531694-8 |               |                        |
| 4    | 2023年9月20日  | ISBN 978-4-06-533038-8 |               |                        |

- はたらく細胞マッスル

| 冊數 | 講談社         | 講談社                 |
| 冊數 | 發售日期       | ISBN                   |
| ---- | -------------- | ---------------------- |
| 1    | 2023年7月21日  | ISBN 978-4-06-532422-6 |
| 2    | 2023年11月22日 | ISBN 978-4-06-533296-2 |
| 3    | 2024年4月23日  | ISBN 978-4-06-535283-0 |
| 4    | 2024年10月22日 | ISBN 978-4-06-537193-0 |

- はたらく細胞 猫

| 冊數 | 講談社        | 講談社                 |
| 冊數 | 發售日期      | ISBN                   |
| ---- | ------------- | ---------------------- |
| 1    | 2024年1月9日  | ISBN 978-4-06-534273-2 |
| 2    | 2024年7月9日  | ISBN 978-4-06-535744-6 |
| 3    | 2024年12月9日 | ISBN 978-4-06-537705-5 |

- はたらく細胞 おくすり

| 冊數 | 講談社        | 講談社                 |
| 冊數 | 發售日期      | ISBN                   |
| ---- | ------------- | ---------------------- |
| 1    | 2024年1月9日  | ISBN 978-4-06-534274-9 |
| 2    | 2024年7月9日  | ISBN 978-4-06-535746-0 |
| 3    | 2024年11月8日 | ISBN 978-4-06-537403-0 |

#### 輕小說
- 小說 工作細胞

| 冊數 | 講談社KK文庫  | 講談社KK文庫           | 人民文学出版社 | 人民文学出版社         |
| 冊數 | 發售日期      | ISBN                   | 發售日期       | ISBN                   |
| ---- | ------------- | ---------------------- | -------------- | ---------------------- |
| 1    | 2018年7月12日 | ISBN 978-4-06-511718-7 | 2022年3月      | ISBN 978-7-02-015920-8 |
| 2    | 2019年7月25日 | ISBN 978-4-06-516457-0 | 2022年3月      | ISBN 978-7-02-016028-0 |
| 3    | 2020年5月21日 | ISBN 978-4-06-519250-4 | 2022年3月      | ISBN 978-7-02-016237-6 |

- 工作細胞

| 冊數 | 講談社青い鳥文庫 | 講談社青い鳥文庫       |
| 冊數 | 發售日期         | ISBN                   |
| ---- | ---------------- | ---------------------- |
| 1    | 2021年1月14日    | ISBN 978-4-06-522059-7 |

#### 绘本
- 工作细胞

绘：牧村久实 原作：清水茜 讲谈社创作绘本
| 冊數 | 副标题                                  | 中文副标题         | 讲谈社创作绘本 | 讲谈社创作绘本         | 安徽少年儿童出版社 | 安徽少年儿童出版社     |
| 冊數 | 副标题                                  | 中文副标题         | 發售日期       | ISBN                   | 發售日期           | ISBN                   |
| ---- | --------------------------------------- | ------------------ | -------------- | ---------------------- | ------------------ | ---------------------- |
| 1    | ばいきんvs.白血球たちの大血戦!          | 细菌歼灭战         | 2020年12月2日  | ISBN 978-4-06-521098-7 | 2023年3月          | ISBN 978-7-5707-1668-5 |
| 2    | 超強敵! インフルエンザと食中毒          | 病毒和寄生虫终结者 | 2021年6月7日   | ISBN 978-4-06-522781-7 | 2023年3月          | ISBN 978-7-5707-1669-2 |
| 3    | はじめての敵! 新型コロナウイルス        | 免疫系统大作战     | 2022年1月27日  | ISBN 978-4-06-526206-1 | 2024年6月          | ISBN 978-7-5707-2240-2 |
| 4    | 注射はこわくない！ 熱中症とおたふくかぜ | 中暑和急性传染病   | 2022年07月21日 | ISBN 978-4-06-528300-4 | 2024年6月          | ISBN 978-7-5707-2241-9 |
| 5    | 身近な病気とケガ かぜとたんこぶのひみつ | 感冒和肿包         | 2023年06月01日 | ISBN 978-4-06-531750-1 |                    | ISBN 978-7-5707-2519-9 |
| 6    | おなかのなかで乳酸菌が大活躍！          | 大显身手的乳酸菌   | 2024年6月27日  | ISBN 978-4-06-535200-7 |                    | ISBN 978-7-5707-2520-5 |

## 電視動畫
本作由動畫公司David Production製作，並在TOKYO MX等台播放。為了配合原作中大量的生物學解說，由能登麻美子擔任旁白，台灣配音由汪世瑋擔任，中国大陆TV版配音由孙畅担任，剧场版配音由徐静担任，香港配音由鄭麗麗擔任。
2018年7月7日至9月29日播放第1期（全13集）。同年12月27日播出新作特別篇《感冒症候群》。2019年3月23日於「AnimeJapan 2019」的對話活動中，宣佈第2期製作決定的消息，並於2021年1月9日播放。2020年9月5日第2季部分劇集先行於劇場版《工作細胞！！特別上映版 強「菌」來襲！人體腸道大騷動！》（最強の敵、再び。体の中は“腸”大騒ぎ！），台灣則於10月8日上映。

### 製作人員
- 原作：清水茜（講談社《月刊少年天狼星》連載）[9][31]
- 導演：鈴木健一（第1期）[9]、小倉宏文（第2期）[34]
- 劇本統籌：柿原優子[9]
- 劇本：柿原優子、鈴木健一[9]
- 角色設計：吉田隆彥[9]
- 細菌角色設計、道具設計、動作作畫監督：三室健太[9]
- 次要角色設計：玉置敬子[9]
- 總作畫監督：吉田隆彥、玉置敬子[9]
- 美術監督：Atelier Platz（日语：アトリエPlatz）[9]
- 美術設定：曾野由大、橋口浩二[9]
- 色彩設計：水野愛子[9]
- 攝影監督：大島由貴[9]
- 3DCG導演：中島豐（第1期）[9]、石井規仁（第2期）
- 剪輯：廣瀨清志（editz）[9]
- 音響監督：明田川仁[9]
- 音響製作：Magic Capsule（日语：マジックカプセル）[9]
- 音樂：末廣健一郎、MAYUKO（日语：ゆうまお）[9]
- 製作人：高橋祐馬[9]
- 動畫製作人：若松剛[9]
- 動畫製作：David Production[9]
- 製作：Aniplex、講談社、David Production[9]

### 主題曲
第1期
片頭曲
作詞、作曲：MAYUKO，編曲：末廣健一郎，主唱：紅血球（花澤香菜）、白血球（前野智昭）、殺手T細胞（小野大輔）、巨噬細胞（井上喜久子）
第1話至第8話、第10話至第13話使用第一段歌詞，第9話使用第二段歌詞。
片尾曲「CheerS」
作詞：（LIVE LAB.），作曲：megane（LIVE LAB.），編曲：毛蟹（LIVE LAB.），主唱：ClariS
第9話做插入曲使用。
第2期
片頭曲「GO!GO!」
作詞、作曲：，編曲：末廣健一郎，主唱：紅血球（花澤香菜）、白血球（前野智昭）、殺手T細胞（小野大輔）、巨噬細胞（井上喜久子）、一般細胞（小林裕介）、乳酸菌（吉田有里）
片尾曲「Fight!!」
作詞、作曲：KOH，編曲：毛蟹（LIVE LAB.），主唱：ClariS
插入曲（第1話）
作詞、作曲、編曲：，主唱：血小板（長繩麻理亞）、血小板（戴反帽妹妹）（石見舞菜香）

### 各話列表
| 話數                  | 日文標題          | 中文標題                      | 香港標題                      | 劇本              | 分鏡                     | 演出                             | 作畫監督 | 總作畫監督                      | 改編原作漫畫      |
| 第1季《工作細胞》     | 第1季《工作細胞》 | 第1季《工作細胞》             | 第1季《工作細胞》             | 第1季《工作細胞》 | 第1季《工作細胞》        | 第1季《工作細胞》                | 第1季《工作細胞》                                                                                                | 第1季《工作細胞》               | 第1季《工作細胞》 |
| --------------------- | ----------------- | ----------------------------- | ----------------------------- | ----------------- | ------------------------ | -------------------------------- | --- | ------------------------------- | ----------------- |
| 第1話                 |                   | 肺炎鏈球菌                    | 肺炎球菌                      | 柿原優子          | 鈴木健一                 | 鈴木健一                         | 吉田隆彥、玉置敬子、三浦春樹                                                                                     | 吉田隆彥                        | 第1話             |
| 第2話                 |                   | 擦傷                          | 擦傷                          | 柿原優子          | 西田正義                 | 吉川志我津                       | 三浦春樹、福士真由美、西村彩 齋藤大輔、清水勝祐                                                                  | 吉田隆彥 玉置敬子               | 第4話             |
| 第3話                 |                   | 流行性感冒                    | 流行性感冒                    | 柿原優子          | 吉川博明                 | 朝木幸彥                         | 齋藤大輔、清水勝祐、小野陽子 九鬼朱、門智昭、福士真由美 吉田隆彥                                                 | 吉田隆彥 玉置敬子               | 第3話             |
| 第4話                 |                   | 食物中毒                      | 食物中毒                      | 柿原優子          | 西田正義                 | 清丸悟                           | 吉田隆彥、玉置敬子、三浦春樹 清水勝祐、福士真由美、齋藤大輔 西村彩、小野陽子、門智昭 申炯祐                      | 吉田隆彥 玉置敬子               | 第5話             |
| 第5話                 |                   | 杉樹花粉過敏                  | 杉樹花粉過敏症                | 柿原優子          | 大脊戶聰                 | 大脊戶聰                         | 三浦春樹、福士真由美、西村彩 楠木智子、門智昭、齋藤大輔、 青野厚司                                               | 吉田隆彥 玉置敬子               | 第2話             |
| 第6話                 |                   | 紅血球母細胞 與骨髓細胞       | 紅血球母細胞 與骨髓細胞       | 柿原優子          | 鵜飼                     | 上野壮大                         | 清水勝祐、西村彩、三浦春樹 齋藤大輔、門智昭、吉田隆彥 玉置敬子                                                   | 吉田隆彥 玉置敬子               | 第7話             |
| 第7話                 |                   | 癌細胞                        | 癌細胞                        | 鈴木健一          | 鈴木健一、 西田正義      | 吉川志我津                       | 齋藤大輔、西村彩、三浦春樹 清水勝祐、楠木智子、福士真由美 吉田隆彥、玉置敬子                                     | 吉田隆彥 玉置敬子               | 第8話－第9話      |
| 第8話                 |                   | 血液循環                      | 血液循環                      | 柿原優子          | 西田正義                 | 佐佐木純人                       | 齋藤大輔、清水勝祐、小坂知 楠木智子、西村彩、三浦春樹 福士真由美                                                 | 吉田隆彥 玉置敬子               | 第10話            |
| 第9話                 |                   | 胸腺細胞                      | 胸腺細胞                      | 柿原優子          | 西田正義                 | 江副仁美                         | 清丸悟、福士真由美、清水勝祐 齋藤大輔、三浦春樹、小坂知 小野陽子、楠木智子                                       | 玉置敬子                        | 第12話            |
| 第10話                |                   | 金黃色葡萄球菌                | 金黃葡萄球菌                  | 柿原優子          | 森川滋、 鈴木健一、 鵜飼 | 青柳宏宣、 副島惠文              | 吉田隆彥、玉置敬子、福士真由美 清丸悟、齋藤大輔、清水勝祐                                                        | 吉田隆彥 玉置敬子               | 第15話            |
| 第11話                |                   | 中暑                          | 中暑                          | 柿原優子          | 岩崎知子                 | 久保太郎                         | 藤優子、清丸悟、福士真由美 齋藤大輔、三浦春樹、西村彩 小坂知、清水勝祐、吉田隆彥                                 | 吉田隆彥 玉置敬子               | 第6話             |
| 第11.5話              |                   | 中暑 ～如果有寶礦力水得的話～ | 中暑 ～如果有寶礦力水特的話～ | 不適用            | 不適用                   | 不適用                           | 不適用 | 不適用                          | 不適用            |
| 第12話                |                   | 出血性休克 （前篇）           | 失血性休克 （前篇）           | 柿原優子          | 大脊戶聰                 | 大脊戶聰                         | 吉田隆彥、玉置敬子、三浦春樹 福士真由美、齋藤大輔、藤優子 清丸悟、西村彩、清水勝祐                               | 吉田隆彥 玉置敬子               | 第17話            |
| 第13話                |                   | 出血性休克 （後篇）           | 失血性休克 （後篇）           | 鈴木健一          | 西田正義、 鈴木健一      | 鈴木健一、 吉川志我津、 上野壯大 | 吉田隆彥、玉置敬子、齋藤大輔 清水勝祐、三浦春樹、西村彩 福士真由美、清丸悟、近響子                               | 吉田隆彥 玉置敬子               | 第18話            |
| 特別篇                |                   | 感冒症候群                    | 感冒症候群                    | 堀內全            | STUDIO MORRICONE         | 森田侑希                         | 清水勝祐、三浦春樹、福士真由美 清丸悟、齋藤大輔                                                                  | 吉田隆彥 玉置敬子               | 第11話            |
| 第2季《工作細胞！！》 |                   |                               |                               |                   |                          |                                  | |                                 |                   |
| 第1話                 |                   | 頭部皮下血腫                  |                               | 柿原優子          | 小倉宏文                 | 小倉宏文                         | 保村成、柳瀨讓二、絲島雅彦 山口光紀、冨永一仁、和田賢人 福元陽介、吉田隆彦、玉置敬子                             | 吉田隆彦 玉置敬子               | 第26話            |
| 第2話                 |                   | 獲得性免疫                    |                               | 柿原優子          | 三室健太                 | 千葉大輔                         | 清水勝祐、山口光紀、福士真由美 柳瀨讓二、南伸一郎、和田賢人                                                      | 吉田隆彦 玉置敬子 北尾勝        | 第13話第19話      |
| 第3話                 |                   | 登革熱痤瘡                    |                               | 柿原優子          | 上野壮大                 | 上野壮大                         | 三浦春樹、福士真由美、福島豐明 南伸一郎、深谷悠貴、冨田泰弘 工藤ゆき、吉岡佳宏、山口光紀 井上美香、重内悠希      | 吉田隆彦 玉置敬子 北尾勝        | 第16話第14話      |
| 第4話                 |                   | 幽門螺旋桿菌抗原变异          |                               | 柿原優子          | 青柳宏宣                 | 青柳宏宣                         | 清水勝祐、福島豐明、福士真由美 佐藤元、柳瀨讓二                                                                  | 吉田隆彦 玉置敬子 清丸清 北尾勝 | 第20話第21話      |
| 第5話                 |                   | 細胞激素                      |                               | 柿原優子          |                          | 江副仁美                         | 森幸子、三浦春樹、和田賢人 福島豐明、南伸一郎、深谷悠貴 重内悠希                                                 | 吉田隆彦 玉置敬子 北尾勝        | 第22話            |
| 第6話                 |                   | 有害菌                        |                               | 柿原優子          | 上野壮大                 | 上野壮大                         | 深谷悠貴、清水勝祐、福士真由美 山口光紀、重内悠希、森幸子 柳瀨讓二、南伸一郎、三浦春樹                           | 吉田隆彦 玉置敬子 北尾勝        | 第23話            |
| 第7話                 |                   | 癌細胞II（前篇）              |                               | 柿原優子          | 西田正義                 | 小倉宏文                         | 深谷悠貴、福士真由美、重内悠希 清水勝祐、柳瀨讓二、森幸子 南伸一郎、三浦春樹、和田賢人 石橋大輔、柴、KU JA CHEON | 吉田隆彦 玉置敬子 北尾勝        | 第24話            |
| 第8話                 |                   | 癌细胞II（后篇）              |                               | 柿原優子          | 小倉宏文                 | 進藤陽平                         | 清水勝祐、清丸悟 柳瀨讓二、吉田隆彦                                                                              | 吉田隆彦、玉置敬子              | 第25話            |

### 播放電視台
日本深夜動畫：下文記載的日本国内播放時間使用日本標準時間（UTC+9）表示。因為部分時間标识會採用30小时制，因此請留意这类超过24:00的时间，其實際播放時間為翌日清晨。
| 播放日期               | 播放時間（UTC+9）         | 播放電視台  | 播放地區   | 備註                   |
| ---------------------- | ------------------------- | ----------- | ---------- | ---------------------- |
| 2018年7月7日－9月29日  | 星期六 24時00分－24時30分 | TOKYO MX    | 東京都     |                        |
|                        |                           | 栃木電視台  | 栃木縣     |                        |
|                        |                           | 群馬電視台  | 群馬縣     |                        |
|                        |                           | BS11        | 日本全國   | BS衛星／『ANIME+』時段 |
|                        | 星期六 25時50分－26時10分 | 愛知電視台  | 愛知縣     |                        |
|                        | 星期六 26時38分－27時08分 | 每日放送    | 近畿廣域圈 | 『Anime Shower』第2部  |
|                        |                           | 北海道放送  | 北海道     |                        |
| 2018年7月8日－9月30日  | 星期日 26時25分－26時55分 | RKB每日放送 | 福岡縣     |                        |
| 2018年7月10日－10月2日 | 星期二 23時00分－23時30分 | AT-X        | 日本全國   | CS衛星／有重播         |
| 2019年1月9日－4月3日   | 星期三 25時25分－25時55分 | 中國放送    | 廣島縣     |                        |

| 發布日期                  | 發布時間 | 發布網站 | 2018年7月9日－10月1日 |
| ------------------------- | --- | -------- | --------------------- |
| 星期一 12時00分 更新      | d動畫商城 niconico頻道 GYAO！ （ 日语 ： GYAO!） d動畫商城 萬代頻道 Amazon prime video 光TV （ 日语 ： ひかりTV） U-NEXT Anime放題 （ 日语 ： アニメ放題） FOD （ 日语 ： フジテレビオンデマンド） Video Market |          |                       |
| 星期一 23時00分－23時30分 | niconico現場直播 |          |                       |
| 星期一 24時00分－24時30分 | AbemaTV |          |                       |
| 星期一 24時00分 更新      | Video Pass （ 日语 ： ビデオパス） J:COM On-Demand （ 日语 ： ジュピターテレコム） |          |                       |

| 播放日期       | 播放時間（UTC+9）         | 播放電視台  | 播放地區   | 備註                   |
| -------------- | ------------------------- | ----------- | ---------- | ---------------------- |
| 2018年12月26日 | 星期三 24時30分－25時00分 | TOKYO MX    | 東京都     |                        |
|                |                           | 栃木電視台  | 栃木縣     |                        |
|                |                           | 群馬電視台  | 群馬縣     |                        |
|                |                           | BS11        | 日本全國   | BS放送／『ANIME+』時段 |
|                | 星期三 26時35分－27時05分 | 愛知電視台  | 愛知縣     |                        |
|                | 星期三 26時39分－27時09分 | RKB每日放送 | 福岡縣     |                        |
|                | 星期三 27時40分－28時10分 | 每日放送    | 近畿廣域圈 |                        |
| 2018年12月27日 | 星期四 23時30分－24時00分 | AT-X        | 日本全國   | CS衛星／有重播         |
| 2018年12月28日 | 星期五 26時10分－26時40分 | 北海道放送  | 北海道     |                        |

| 發布日期                  | 發布時間 | 發布網站 | 2018年12月28日 |
| ------------------------- | --- | -------- | -------------- |
| 星期五 12時00分 更新      | GYAO！ 萬代頻道 Video Market niconico頻道 Netflix d動畫商城 dTV 光TV U-NEXT Anime放題 FOD au Video Pass J:COM On-Demand MegaPack Hulu animeteleto Amazon Video |          |                |
| 星期五 23時00分－23時30分 | AbemaTV |          |                |
| 星期五 24時00分－24時30分 | niconico現場直播 |          |                |

| 配信開始日              | 配信時間                   | 配信サイト              |
| ----------------------- | -------------------------- | ----------------------- |
| 2021年1月9日－          | 星期六 23時30分－0時00分   | TOKYO MX                |
| 東京都                  |                            |                         |
|                         | 栃木電視台                 | 栃木縣                  |
|                         |                            |                         |
| 群馬電視台              | 群馬縣                     |                         |
|                         |                            | BS11                    |
| 日本全國                | BS放送／『ANIME+』時段     | 2021年1月10日－         |
| 星期日 2時38分－3時08分 | 每日放送                   | 近畿地區                |
| 『Anime Shower』第2部   |                            | 日曜 21時00分－21時30分 |
| AT-X                    | 日本全國                   | CS放送／有重播          |
| 2021年1月11日－         | 星期一 1時20分－1時50分    | RKB每日放送             |
| 福岡縣                  |                            |                         |
| 星期一 1時25分－1時55分 | 北海道放送                 | 北海道                  |
|                         | 2021年1月13日－            | 星期三 2時35分－3時05分 |
| 愛知電視台              | 愛知縣                     |                         |
| 2021年1月23日－         | 星期六 1時55分－2時25分    | 山陰放送                |
| 鳥取縣、島根縣          | 『森谷佳奈のアニ物語』時段 |                         |

| 發布日期 | 發布時間                           | 發布網站            |
| --- | ---------------------------------- | ------------------- |
| 2021年1月9日 | 星期六 23時30分－0時00分           | ABEMA               |
| |                                    | 2021年1月10日       |
| 星期日 12時00分更新 | d動畫商城（本店・for Prime Video） |                     |
| | 2021年1月12日                      | 星期二 12時00分更新 |
| niconico頻道 GYAO! 萬代頻道 Hulu J:COM On-Demand TELASA Video Market Music.jp 光TV FOD Netflix U-NEXT Anime放題 MBS動畫主義  TVer 亞馬遜Prime影音 |                                    |                     |
| | 星期二 23時00分－23時30分          | niconico現場直播    |
| |                                    |                     |

海外方面，台灣由中華電信MOD、HamiVideo、巴哈姆特動畫瘋與愛奇藝台灣站、中國大陸由bilibili和CCTV-6發布。
| Animax 星期一至日 19時00分－20時00分 節目               | Animax 星期一至日 19時00分－20時00分 節目              | Animax 星期一至日 19時00分－20時00分 節目 |
| ------------------------------------------------------- | ------------------------------------------------------ | ----------------------------------------- |
|                                                         | 工作細胞 (中配首播) （2018年12月10日－2018年12月24日） |                                           |
| 烏龍麵之國的金色毛毬 （2018年11月28日－2018年12月10日） | 寶石之國                                               |                                           |

| CCTV-6 星期六 8时35分-10时35分 節目      | CCTV-6 星期六 8时35分-10时35分 節目                   | CCTV-6 星期六 8时35分-10时35分 節目 |
| ---------------------------------------- | ----------------------------------------------------- | ----------------------------------- |
|                                          | 工作細胞（4-5集联播） （2021年2月13日-2021年2月27日） |                                     |
| 无敌破坏王2：大闹互联网 （2021年2月6日） | 賽車總動員 （2021年3月6日）                           |                                     |

| J2 星期一至日 23時30分－00時00分 節目 10月24日暫停播映 10月31日 23:30－00:30 | J2 星期一至日 23時30分－00時00分 節目 10月24日暫停播映 10月31日 23:30－00:30 | J2 星期一至日 23時30分－00時00分 節目 10月24日暫停播映 10月31日 23:30－00:30 |
| --- | --- | ---------------------------------------------------------------------------- |
| | 工作細胞 （2021年10月18日－2021年10月31日） |                                                                              |
| 謀殺啟事 （23:00－00:00）（星期四、五） （2021年10月14日－2021年10月15日）K2 池袋署刑事課（星期六、日） （2021年9月26日－2021年10月17日）FAIRY TAIL魔導少年（星期六、日） （2020年3月14日－2021年3月7日） | 鬼滅之刃 竈門炭治郎 立志篇（星期一至五） （2021年11月1日－2021年12月6日）青年心城之撐起青春（星期六） （2021年11月6日－2021年12月4日） 【動畫時段取消】天國與地獄～瘋狂的2人～（星期日） （2021年11月7日－2022年1月9日） 【動畫時段取消】 |                                                                              |
| J2 星期一至五 10時00分－11時00分 節目 | |                                                                              |
| — | 工作細胞 重播（內容有部分刪減） （2022年3月7日－3月15日） | LET'S CAMP! 露營少女 （2022年3月16日－2022年3月23日）                        |

### BD&DVD
| 卷數   | 發行日期       | 收錄話數          | 規格編號      | 規格編號      | 封面細胞           |
| 卷數   | 發行日期       | 收錄話數          | BD            | DVD           | 封面細胞           |
| 第1期  | 第1期          | 第1期             | 第1期         | 第1期         | 第1期              |
| ------ | -------------- | ----------------- | ------------- | ------------- | ------------------ |
| 1      | 2018年8月29日  | 第1話             | ANZX-14701/2  | ANZB-14701/2  | 白血球 （U-1146）  |
| 2      | 2018年9月26日  | 第2話－第3話      | ANZX-14703/4  | ANZB-14703/4  | 紅血球 （AE3803）  |
| 3      | 2018年10月24日 | 第4話－第5話      | ANZX-14705/6  | ANZB-14705/6  | 殺手T細胞 （班長） |
| 4      | 2018年11月28日 | 第6話－第7話      | ANZX-14707/8  | ANZB-14707/8  | NK細胞             |
| 5      | 2018年12月26日 | 第8話－第9話      | ANZX-14709/10 | ANZB-14709/10 | 血小板們           |
| 6      | 2019年1月30日  | 第10話－第11話    | ANZX-14711/2  | ANZB-14711/2  | 巨噬細胞           |
| 7      | 2019年2月27日  | 第12話－第13話    | ANZX-14713/4  | ANZB-14713/4  | 白血球&紅血球      |
| 特別篇 | 2019年3月27日  | 特別篇 感冒症候群 | ANZX-14715/6  | ANZB-14715/6  | 殺手T細胞&白血球   |
| 第2期  |                |                   |               |               |                    |
| 1      | 2021年2月3日   | 第1話             | ANZX-14971/2  | ANZB-14971/2  |                    |
| 2      | 2021年3月3日   | 第2話－第3話      | ANZX-14973/4  | ANZB-14973/4  |                    |
| 特別篇 | 2021年3月24日  | 特別上映版        | ANZX-14975/6  | ANZB-14975/6  |                    |
| 3      | 2021年4月8日   | 第4話－第6話      | ANZX-14977/8  | ANZB-14977/8  |                    |
| 4      | 2021年5月12日  | 第7話－第8話      | ANZX-14979/80 | ANZB-14979/80 |                    |

## 劇場版
《工作細胞 特別上映版 - 強「菌」來襲！人體腸道大騷動》（日語：「はたらく細胞!!」最強の敵、再び。体の中は“腸”大騒ぎ！，中国大陆译《工作细胞：细胞大作战》），內容為第2季部分劇集，特別先行於2020年9月5日於全日本電影院上映。而台灣動畫代理商木棉花於2020年7月6日宣布，在10月8日於全台湾電影院上映。2021年4月9日在中国大陆上映，豆瓣评分7.0分
| 角色                 | 配音員                                         | 配音員                      | 配音員               | 配音員   | 配音員   | 備註 |
| 角色                 | 日本                                           | 臺灣                        | 臺灣                 | 中国大陆 | 中国大陆 | 備註 |
| 角色                 | 日本                                           | 電影版                      | 電視版               | 電影版   | 電視版   | 備註 |
| -------------------- | ---------------------------------------------- | --------------------------- | -------------------- | -------- | -------- | ---- |
| 紅血球（AE3803）     | 花澤香菜                                       | 楊詩穎                      | 楊詩穎               | 山新     | 王愫穌   |      |
| 白血球（U-1146）     | 前野智昭                                       | 張騰                        | 張騰                 | 趙毅     | 劉飛     |      |
| 殺手T細胞            | 小野大輔                                       | 馬伯強                      | 馬伯強               | 馮盛     | 陳偉     |      |
| 巨噬細胞             | 井上喜久子                                     | 林筱玲                      | 林筱玲               | 季冠霖   | 徐慧     |      |
| 血小板（小隊長）     | 長繩麻理亞                                     | 林筱玲                      | 林筱玲               | 張韋     | 林敏     |      |
| 輔助T細胞            | 櫻井孝宏                                       | 梁群                        | 孟慶府               | 郝祥海   | 徐翔     |      |
| 調節T細胞            | 早見沙織                                       | 汪世瑋                      | 汪世瑋               | 葉知秋   | 徐慧     |      |
| 樹突細胞             | 岡本信彥                                       | 賈文安                      | 賈文安               | 張聖     | 鍾巍     |      |
| 記憶細胞             | 中村悠一                                       | 梁群                        | 孟慶府               | 藤新     | 劉垚     |      |
| B細胞                | 千葉翔也                                       | 喬資淯                      | 喬資淯               | 李蘭陵   | 諾辰     |      |
| NK細胞               | 行成桃姬                                       | 林筱玲                      | 林筱玲               | 常蓉珊   | 駱妍倩   |      |
| 一般細胞             | 小林裕介                                       | 賈文安                      | 喬資淯               | 蘇尚卿   | 馬洋     |      |
| 前輩紅血球（AA5100） | 遠藤綾                                         | 雷碧文                      | 汪世瑋               |          | 穆雪婷   |      |
| 後輩紅血球（NT4201） | 石川由依                                       | 雷碧文                      | 汪世瑋               |          | 嚴藝楠   |      |
| 白血球（U-2048）     | 佐藤健輔                                       | 梁群                        | 馬伯強               | 李輕揚   | 楊富祿   |      |
| 白血球（U-2626）     | 柳田淳一                                       | 賈文安                      | 孟慶府               | 柳真顏   | 楊富祿   |      |
| 白血球（U-4989）     | 熊谷健太郎                                     | 梁群                        | 賈文安               | 谷江山   | 徐翔     |      |
| 其他白血球           | 安田陸矢                                       | 馬伯強                      | 馬伯強               |          |          |      |
| 其他殺手T細胞        | 佐佐木義人 梶原岳人 山本祥太 鈴木崚汰 石毛翔彌 | 馬伯強 梁群 喬資淯          | 孟慶府 賈文安 喬資淯 |          |          |      |
| 其他巨噬細胞         | 貫井柚佳 幸村恵理                              |                             |                      |          |          |      |
| 血小板（戴反帽）     | 石見舞菜香                                     | 雷碧文                      | 汪世瑋               | 幽舞越山 | 蔣麗     |      |
| 血小板（副隊長）     | 春野杏                                         | 楊詩穎                      |                      | 沈念如   |          |      |
| 血小板（小注視）     | 森永千才                                       | 雷碧文                      |                      |          |          |      |
| 血小板（小翹毛）     | 立花芽惠夢                                     | 汪世瑋                      |                      |          |          |      |
| 小腸細胞上司         | 相馬康一                                       | 馬伯強                      | 馬伯強               |          |          |      |
| 小腸細胞             | 内田修一 谷口淳志                              | 梁群 喬資淯                 | 孟慶府 喬資淯        |          |          |      |
| 腸道上皮細胞         | 竹本英史 大西弘祐                              | 馬伯強 梁群                 | 馬伯強 孟慶府        |          |          |      |
| 杯狀細胞             | 川田紳司                                       | 孟慶府                      |                      |          |          |      |
| 大腸細胞             | 山根綺 坂田將吾                                | 雷碧文 馬伯強               |                      |          |          |      |
| 其他一般細胞         | 三野雄大 大谷祐貴 木村隼人                     | 梁群 馬伯強 張騰            |                      |          |          |      |
| 胸腺細胞             | 山口令悟 野澤慧                                | 梁群 喬資淯 楊詩穎 汪世瑋   |                      |          |          |      |
| 乳酸菌               | 吉田有里 高橋李依 藤原夏海 久保百合花          | 楊詩穎 林筱玲 汪世瑋 雷碧文 | 楊詩穎 林筱玲 汪世瑋 |          |          |      |
| 幽門螺旋桿菌         | 福島潤                                         | 喬資淯                      | 孟慶府               |          |          |      |
| 綠膿桿菌             | 北澤力                                         | 梁群                        | 馬伯強               |          |          |      |
| 流行性感冒病毒       | 植木慎英                                       |                             |                      |          |          |      |
| 害菌                 | 松岡禎丞 間宮康弘                              | 張騰 馬伯強                 | 張騰 馬伯強          |          |          |      |
| 伺機性感染菌         | 田村由香里 菲魯茲·藍 地藏堂武大                | 雷碧文 喬資淯 梁群          | 楊詩穎 孟慶府 賈文安 |          |          |      |
| 癌細胞               | 石田彰                                         | 賈文安                      | 賈文安               | 張杰     | 孫曄     |      |
| 旁白                 | 能登麻美子                                     | 汪世瑋                      | 汪世瑋               | 徐靜     | 孫暢     |      |

## 舞台劇
以《體内活劇「工作細胞」》為標題，2018年11月16日到25日於東京劇場1010公開上演。

### 製作人員（舞台）
- 原作：清水茜
- 演出：
- 編劇：川尻惠太
- 製作：trifle娛樂

### 演出人員
- 白血球（嗜中性球）：和田雅成（日语：和田雅成）
- 紅血球：七木奏音（日语：七木奏音）
- 殺手T細胞：君澤勇氣（日语：君沢ユウキ）
- 一般細胞：山田詹姆斯武（日语：山田ジェームス武）
- 輔助性T細胞：戶谷公人
- NK細胞：茉莉邑薰（日语：茉莉邑薫）
- 初始T細胞：太田將熙
- 巨噬細胞：平田裕香
- 抑制性T細胞：甲斐千尋
- 樹狀細胞：川隅美慎（日语：川隅美慎）
- B細胞：正木郁（日语：正木郁）
- 血小板：岸田結光、森田惠、木內彩音
- 化膿性鏈球菌：增田裕生
- 流行性感冒病毒感染細胞：高木俊
- 肺炎鏈球菌：馬場良馬
- 金黃色葡萄球菌：富田翔（日语：富田翔）
- 合唱：阿瀨川健太、松本城太郎、菅野慶太、福田圭祐、來夢、高久健太、高橋凌、網代將悟、栗本佳那子、松田祐里佳、田中里奈、柿之葉奈良

## 真人電影
2023年3月宣布將改編為真人電影。於2024年12月13日上映，由永野芽郁與佐藤健雙主演。本電影是阿部貞夫及蘆田愛菜繼2011年電視劇《寶貝的生活守則》後再次飾演父女；也是永野芽郁與佐藤健繼2017年日本放送協會晨間劇《半邊藍天》後再度合作共演。

### 演員列表
- 紅血球（AE3803）：永野芽郁（台灣版中文配音：楊詩穎）
- 白血球（嗜中性球／U-1146）：佐藤健（台灣版中文配音：張騰）
- 殺手T細胞：山本耕史
- NK細胞：仲里依紗
- 巨噬細胞：松本若菜
- 血小板：麥卡·普伊（マイカ・ピュ）
- 輔助T細胞：染谷將太
- 新人紅血球（AA2153）：板垣李光人
- 前輩紅血球（BL5989）：加藤諒
- 肝細胞：深田恭子
- 肺炎球菌：片岡愛之助
- 化膿性鏈球菌：新納慎也
- 金黃色葡萄球菌：小澤真珠
- 嗜中性球教官：塚本高史
- 神經細胞：DJ KOO（TRF）
- 白血病细胞：Fukase（SEKAI NO OWARI）
- 調節性T細胞：高橋里奈
- 漆崎茂：阿部貞夫
- 漆崎日胡：蘆田愛菜（台灣版中文配音：連思宇）
- 武田新：加藤清史郎
- 茂的外肛門括約肌：一之瀨亘
- 醫生：鶴見辰吾

### 製作團隊
- 原作：清水茜『工作細胞』、原田重光・初嘉屋一生・清水茜『工作細胞BLACK』
- 導演：武内英樹
- 劇本：德永友一
- 配樂：Face 2 fAKE
- 主題曲：Official鬍子男dism「50%」（IRORI Records / PONY CANYON Inc.）[51]
- 發行商：日本華納兄弟

### 票房
| 上一届： 《海洋奇緣2》 | 2024年日本週末票房冠軍 第50-52週 | 下一届： 不适用 |
| 上一届： 不适用        | 2025年日本週末票房冠軍 第1週     | 下一届： 《》   |

## 迴響
- 因融入正確而詳盡的醫學常識，本作於2018年7月改編成動畫播出後，負責製作該動畫的David Production收到不少學校和學會的請求，希望授權使用該作的登場角色製作教材，David Production遂於同年9月動畫集數播畢後，於官方網站提供動畫教材圖檔包供民眾下載[52]。
- 2018年10月，菲律賓亞當森大學一名學生於討論區分享該校教授於授課期間播放《工作細胞》動畫教授血管系統知識的過程，此事引起網友熱烈討論並獲媒體報導[53]。
- 2021年1月22日，据该片台灣代理商MUSE木棉花动漫称，《工作细胞 第一期》将于2021年2月13日在CCTV-6播出[54]。
- 本作入圍2019年第50屆星雲獎 (日本)媒體賞提名名單，但最終在該部門惜敗於《SSSS.GRIDMAN》[55]

## 參看
- 成人身体细胞类型列表

## 備註
1. ↑  單行本合併為一話

## 外部連結
- 工作細胞｜月刊少年天狼星｜講談社COMIC PLUS （日語）
- 電視動畫《工作細胞》 （页面存档备份，存于） （日語）
- 電視動畫《工作細胞 第二期》 （页面存档备份，存于） （日語）
- 電影動畫《工作細胞》 （页面存档备份，存于） （日語）
- 《工作細胞》官方的X（前Twitter） （日語）
- 真人電影『工作細胞』 （页面存档备份，存于） （日語）
- 真人電影『工作細胞』官方的X（前Twitter）